# Ischnocnemis costipennis
Ischnocnemis costipennis är en skalbaggsart som beskrevs av Thomson 1864. Ischnocnemis costipennis ingår i släktet Ischnocnemis och familjen långhorningar. Inga underarter finns listade i Catalogue of Life.